# ЦНИИ Электроника
АО ЦНИИ «Электроника» (Центральный научно-исследовательский институт экономики, систем управления и информации «Электроника») — информационно-аналитический центр российской радиоэлектронной промышленности, координирующий деятельность предприятий отрасли в области экономики, научно-технической политики и международного сотрудничества, входит в госкорпорацию «Ростех».
Из-за вторжения России на Украину ЦНИИ «Электроника» находится под санкциями всех стран Евросоюза и США.

## Основная деятельность института
Основные направления деятельности Института:
- Информационно-аналитическое обеспечение  организаций радиоэлектронного комплекса. Исследования ведутся на базе статистической обработки более 80 форм отраслевой и государственной отчётности предприятий радиоэлектронного комплекса России.
- Координация и развитие инвестиционной деятельности. В институте создана база данных инвестиционных проектов, рассчитанных  как на отечественных, так и иностранных партнёров и инвесторов.
- Разработка предложений по интеграции отечественной радиоэлектроники в мировую экономику и развитию конкурентоспособных изделий радиоэлектронной техники.
- Создание и развитие отраслевого фонда интеллектуальной собственности.

Институт является головной организацией-разработчиком «Стратегии развития электронной промышленности» до 2025 года, одобренной на заседании Правительства Российской Федерации, Государственной программы «Развитие электронной и радиоэлектронной промышленности до 2025 года», а также Концепции и самой федеральной целевой программы «Развитие электронной компонентной базы и радиоэлектроники» на 2008—2015 годы, утвержденной постановлением Правительства РФ от 26 ноября 2007 г. № 809.

## История института
ЦНИИ «Электроника» создан приказом Государственного Комитета по электронной технике СССР № 185 от 19 августа 1964 г. во исполнение распоряжения Совета Министров СССР № 1632р от 6 августа 1964 г. как информационно-аналитический комплекс, осуществляющий всестороннюю оценку процессов, происходящих в электронной промышленности. На институт были возложены задачи по решению экономических проблем развития отечественной электроники, а также информационно-аналитического обеспечения процессов научных исследований, разработок и производства изделий электронной техники.
Институт развивался как отраслевой информационно-аналитический центр, в котором аккумулировалась и обрабатывалась информация по всем основным направлениям технико-экономической деятельности предприятий отрасли. Одной из его главных задач стала разработка стратегических решений, определяющих эффективность развития отрасли в долгосрочном периоде.
В 1988 году в ЦНИИ был разработан и начат выпуск портативного (наладонного) компьютера Электроника 1208 (другое название — ПК-100).
В институте концентрируются сведения о развитии отечественной и мировой электроники, издаются информационные бюллетени, обзоры, аналитические материалы, отслеживается информация о номенклатуре изделий, планах заводов-изготовителей и многом другом. Институт был главным разработчиком ФЦП «Развитие электронной техники в России», получившей статус Президентской программы; «Стратегии развития электронной промышленности» до 2025 г.; подпрограммы «Развитие электронной компонентной базы» на 2007—2011 гг.; ФЦП «Национальная технологическая база» на 2007—2011 гг.; ФЦП «Развитие электронной компонентной базы и радиоэлектроники» на 2008—2015 гг.
Сейчас институт является головным разработчиком «Стратегии развития радиоэлектронной промышленности РФ до 2030 года», Государственной программы «Развитие электронной и радиоэлектронной промышленности до 2025 года» и других документов, определяющих направления развития радиоэлектронной промышленности.
Институт издает 2 научных журнала (из них 2 «Радиопромышленность» и «Вопросы радиоэлектроники» входят в перечень Высшей аттестационной комиссии при Министерстве образования и науки Российской Федерации), а также научно-технический сборник и научно-технический бюллетень. ЦНИИ «Электроника» активно занимается пропагандой научно-технических достижений отрасли, распространением передового опыта деятельности предприятий. Также институт является активным участником различных международных и всероссийских выставок, организатором коллективных отраслевых стендов.

## Коррупционная деятельность сотрудников института
11 сентября 2020 года решением Замоскворецкого суда Москвы был заключен под стражу бывший сотрудник ЦНИИ «Электроника» Антон Исаев. Ему предъявлено обвинение по ч. 4 ст 159 УК (мошенничество в особо крупном размере). Он занимал один из руководящих постов в ЦНИИ «Электроника» и, согласно версии следствия, заключал фиктивные договоры с фирмами-однодневками, через которые выводил бюджетные средства, выделяемые в рамках сопровождения реализации государственной программы «Развитие электронной и радиоэлектронной промышленности».
11 февраля 2021 года заключена под стражу Генеральный директор ЦНИИ «Электроника» Фомина Алена Владимировна. Ей также предъявлено обвинение по по ч. 4 ст 159 УК (мошенничество в особо крупном размере).

## Ключевые фигуры
Генеральный директор — Фомина Алена Владимировна (с 17 марта 2014, с 11 февраля 2021 находится под домашним арестом).
Предшественники:
- Авдонин Борис Николаевич (1996—2014)
- Щур Георгий Яковлевич (1992—1996)
- Румянцев Геннадий Васильевич (1991—1992)
- Митюшин Юрий Борисович (1970—1991)
- Шулейкин Николай Михайлович (1964—1970)